# Hymenocrater
Hymenocrater là một chi thực vật có hoa trong họ Hoa môi (Lamiaceae).

## Loài
Chi Hymenocrater gồm các loài: